# Bernfried Leiber
Bernfried Leiber (Friburgo in Brisgovia, 30 settembre 1919 – Neu-Isenburg, 16 agosto 2003) è stato un medico tedesco che lavorò prevalentemente come pediatra.

## Biografia
Figlio del fotochimico Ferdinand Leiber, dopo aver ottenuto la maturità iniziò a studiare medicina presso le Università di Berlino, Lipsia e Jena, conseguendo la laurea nel 1945 in quest'ultima città. Dopo anni come assistente universitario, nel 1950 Leiber conseguì la specializzazione in pediatria, sempre a Jena, sotto la guida di Jussuf Ibrahim. Nel 1952 assunse l'incarico di primario presso l'Ospedale universitario della Charité dell'Università Humboldt di Berlino, dove nel 1954 fu nominato professore associato.
Nel 1958 Leiber si trasferì a Francoforte sul Meno, lavorò come pediatra e, con il sostegno della Fondazione Volkswagen, fondò nel 1969 il dipartimento indipendente di documentazione e ricerca per la nosologia clinica e la semiotica come "centro centrale di raccolta e informazione per quadri clinici rari, insoliti e nuovi" presso l'Università di Francoforte, di cui divenne direttore. Nel 1972 fu promosso professore ordinario presso lo stesso ateneo.
Bernfried Leiber, i cui campi di ricerca spaziavano dalla pediatria all'informatica medica, è diventato particolarmente noto grazie alla sua opera "Dictionary of Clinical Syndromes", redatta con la collaborazione di Gertrud Olbrich, di cui sono state pubblicate complessivamente sei edizioni.

## Pubblicazioni (elenco parziale)
- (DE) Über parenterale Resorptionsvorgänge in verschiedenen Geweben und Körperhöhlen unter normalen und krankhaften Bedingungen (tesi di laurea), Jena, 1945.
- (DE) Rheumatische Infektion und Lebensalter. Untersuchungen und Betrachtungen zur Pathophysiologie einer Altersdisposition des Kindesalters (Habilitationsschrift), Jena, 1950.
- (DE) Altersbiologie des akuten Rheumatismus, Steinkopff, 1952.
- (DE) Der menschliche LymphknoteN, Urban & Schwarzenberg, 1961.
- (EN) Menthol and menthol-containing external remedies : Use, mode of effect and tolerance in children, International symposium, Parigi, Thieme, aprile 1966.
- (DE) Die klinischen Eponyme. Medizinische Eigennamenbegriffe in Klinik und Praxis, Monaco di Baviera/Berlino/Vienna, Urban & Schwarzenberg, 1968.
- (DE) Die klinischen Syndrome. Syndrome, Sequenzen und Symptomenkomplexe, 2: Symptome, Monaco di Baviera, Urban & Schwarzenberg, 1990, ISBN 3-541-01727-9.
- (DE) B. Leiber, Michael Radke e Manfred Müller, Das Baby-Lexikon: ABC des frühen Kindesalters, Deutscher Taschenbuch-Verlag, 2001, ISBN 3-423-36221-9.